# Crowne Plaza Brugge
Crowne Plaza Brugge is een hotel op de Burg te Brugge. Het werd gebouwd in de periode 1987 tot 1991. De architect was Arthur Degeyter. Hij werkte in opdracht van de nv Burghotel. 

## Voormalige gebouwen
Het nieuwe hotel verving de volgende door de nv aangekochte en leeg gemaakte panden: Burgplein 7, 8, 9, 9 bis en 10; Hoogstraat 1 en 3 en Mallebergplaats 6, 8, 10 en 12.
Het ging in enkele gevallen om beschermenswaardige gebouwen, waarbij monumentenzorgverenigingen zonder succes voor het behoud pleitten. Het ging onder meer om:
- Mallebergplaats 6, gebouw uit 1841. Het huis werd bewoond door Aloïs de Vrière en Adolphe de Vrière. Het werd gedurende een eeuw bewoond door de notarissen Colens. Bij de sloping in 1987 werd de kelder uit de veertiende eeuw ontdekt, maar volledig uitgebroken, om plaats te maken voor de ondergrondse parkeergarage van het hotel.
- Mallebergplaats 8, achttiende-eeuws huis. Huis bewoond door Charles Le Bailly de Marloop.
- Mallebergplaats 10, achttiende-eeuws huis. In de Franse tijd woonde er Auguste Hénissart, secretaris-generaal van het Leiedepartement.
- Mallebergplaats 12, vijftiende-zestiende-eeuws huis, verbouwd in de achttiende eeuw. Gesloopt, met uitzondering van de gevel en de gewelfde kelder en herstelling van de eiken dakconstructie.

## Geschiedenis
Langs de Mallebergplaats bevond zich aanvankelijk een deel van de muur van de grafelijke burcht (Burg). Vanaf circa 1500 werden de resten van de burchtmuur overbouwd met woningen. De gevels van twee van die woningen zijn geïntegreerd in het huidige hotel.
Na de openbare verkoop op 28 april 1799 en de sloop van het Sint-Donaascomplex kwamen er ook gebouwen aan de binnenzijde van de burchtmuur, met de voorgevel naar de Burg gekeerd. Hierbij werd over de funderingsresten van het Sint-Donaascomplex heen gebouwd. De belangrijkste panden daarvan waren de Hoogstraat 1 en Burgplein 10. Ze werden de woning van de ondernemer en senator Emmanuel De Cloedt.
Eind jaren 1920 vestigde Georges van Hove een hotel in het pand Hoogstraat 1, onder de naam hotel Saint-Georges. Vrij snel werd het aanpalende Burgplein 10 bij dit hotel gevoegd. In de jaren zestig werden deze gebouwen aangekocht door de Staat, met het doel uitbreiding te geven aan het gerechtshof. In de jaren zeventig werd echter beslist een volledig nieuw justitiepaleis te bouwen en de aangekochte gebouwen Burg - Mallebergplaats werden weer verkocht. Het vroegere hotel Saint-Georges en de aanpalende gebouwen werden in 1987-1988 gesloopt.
Vooraleer de bouw werd aangevat van het huidige hotel, werden archeologische opgravingen ondernomen. Hierbij stootte men op funderingen van de verdwenen Sint-Donaaskathedraal. De monumentenzorgverenigingen drongen aan om de blootgelegde funderingen als een soort Brugs 'Forum Romanum' permanent zichtbaar te laten. Dit werd door de stedelijke en gewestelijke overheid afgewezen en uiteindelijk gingen de geplande werken verder.  
In de kelderverdieping zijn (heropgebouwde) restanten van de funderingen van de voormalige Sint-Donaaskathedraal te zien. Er zijn ook archeologische objecten te bekijken en de naamgeving van bepaalde ruimten in het hotel herinnert aan de geschiedenis van de plek.